# 黄金之旅
是一部2020年上映的韩国犯罪動作喜剧片，由电影《普通人》的导演金奉漢担任编剧和导演，郭度沅、金大明、金希沅、金相浩等人主演。

## 剧情介绍
童年的洪炳秀和勇裴是两小无猜的好朋友，炳秀的梦想是成为一名拳击手并刻苦训练，而勇裴则想成为一个冒险家，寻找二战时期日军埋藏的财宝——山下黄金（见：山下寶藏）。勇裴对炳秀很好，在炳秀被对手暗算时为好友出头却被痛殴，炳秀很珍视这份友情。
长大后炳秀当了一名基层小刑警，被勇裴骗了很多钱导致房子要被拍卖拿去抵贷款，炳秀非常痛恨勇裴但后者却人间蒸发，下落不明。在一次偶然的机会炳秀打听到勇裴出现在菲律宾，同时妻女又强烈要求满足她们出国旅行的心愿，在得到同事们资助的情况下炳秀携全家参加了赴菲律宾旅游团。
虽然妻女玩的开心快乐，但炳秀却总有心事。在菲律宾街头偶遇了作导游的同乡满哲，在武力胁迫下满哲告诉炳秀说勇裴因为杀人罪在坐牢，遂一起前往探望。在狱中勇裴坚称自己是被冤枉的，幕后黑手是黑社会组织老大派翠克，他请求炳秀帮他找凶案现场目击者春植。在被拒绝后他透露自己已经发现山下黄金，并以此诱惑炳秀。缺钱的炳秀想起小时候勇裴所绘声绘色描述的黄金宝藏，还是下决心帮助勇裴也是帮助自己。
由于春植是一名花天酒地的色情演员，满哲便先带着炳秀去赌场找，炳秀侥幸赢了很多钱。后来他们又去酒吧找，有了钱的炳秀开始飘飘然起来，结果被陪酒女郎灌醉并偷光了钱包。满哲给炳秀留了机票钱并忠告他离开，不要惹事上身，并注意马尼拉的小偷。但粗心大意的炳秀还是在街头被偷走了行李箱和手机，身无分文又没有护照的他只得求助韩国大使馆却吃了闭门羹。正在走投无路时他看到春植被警察追捕，而带头的是已经被派翠克收买的肖恩。经过一番惊险搏斗他带着春植侥幸逃生，一起前往后者的居所。春植不愿意为勇裴作证，并且他其实也是想欺骗派翠克而牟利。到了晚上春植叫来应召女郎，碰巧是骗炳秀的那位，因为她的告密两人被派翠克发现，春植当场被杀。被折磨拷打的炳秀身临绝境之时，勇裴打电话给派翠克以宝藏信息交换炳秀的命。逃过一死的炳秀却被警方当成了杀害春植的嫌疑人并通缉，使得旅行中的妻女担惊受怕。勇裴来电忠告炳秀赶紧回国，不要再惹麻烦以免身有不测。炳秀回忆勇裴曾经对自己的恩情，还是决定留下了救老朋友。
炳秀再次找到满哲，让他协助自己去调查。满哲帮炳秀从黑市买了一把枪，并且找来两个身材瘦小其貌不扬，且看起来很傻的乡巴佬做帮手，炳秀颇不以为然。他们最终找到派翠克的老窝，炳秀用枪胁迫他认罪，但被发现没子弹了。再次身陷囹圄的炳秀安心等死，两个乡巴佬慢悠悠地走了进来并电光火石般收拾掉了所有打手，炳秀惊得合不上下巴。抓到派翠克后，他却告诉炳秀一切都不值得，勇裴根本不值得他冒险，因为勇裴用带密码的保险箱欺骗了他，且勇裴也在欺骗炳秀。炳秀等人带派翠克去警方投案，但警察贪污腐化被后者收买，反将炳秀抓了起来。在狱中炳秀和勇裴彻底翻脸，炳秀决定不再管他。经过众人保释，出狱后的炳秀得以与家人重逢。善良的女儿劝说炳秀原谅别人，炳秀也决心继续搭救勇裴。
派翠克被勇裴耍了一回不想再忍耐，贿赂了狱卒后将勇裴带去找山下黄金。勇裴被迫带领蛙人将宝藏箱捞出，但被他做手脚放了水中炸弹的宝藏又掉了下去。气急败坏的派翠克要杀勇裴，炳秀满哲等人及时赶到相救，并和派翠克谈判。可惜乡巴佬们坐小船来得慢，他们再次被派翠克的人制服。就在反派的人被漂浮的黄金转移注意力时，两个乡巴佬成功赶到并再次清场，但勇裴却中弹落水。炳秀跳海相救却也体力不支，两人就要同归于尽时被乡巴佬所救。船上这边，派翠克坐快艇去捞宝箱，不知油箱已被满哲的射钉枪击穿，一路漏油。最终派翠克再次捞上来的“黄金”却是白色的，上面刻着都是傻瓜两字。此时派翠克已彻底失败，被炳秀点燃了漏油引爆快艇狼狈跳海被擒。
最终反派都被警方抓获，派翠克不仅要认罪还要被引渡回韩国。勇裴也得以昭雪，被炳秀舍身相救的他终于感化，带领他们找到了真正的山下黄金，炳秀和勇裴30年的友情得到圆满结局。炳秀还清了贷款保住房子，并且还赚了一大笔钱。

## 演员阵容

### 主要人物
- 郭度沅（少年：柳珍宇） 饰演 洪炳秀
- 金大明（少年：李灿裕） 饰演 黄满哲
- 金熙元 饰演 派翠克
- 金相浩（少年：姜采民）  饰演 金勇裴

### 其他人物
- 申承煥 饰演 朴春植
- 申東美 饰演 美妍
- 李韩书（朝鲜语：이한서） 饰演 智允
- 金昌玉（朝鲜语：김창옥） 饰演 男主人
- 李洪耐 饰演 派翠克的保镖
- 蒙·康菲多 饰演 肖恩

### 特别出演
- 孫賢周 饰演 康组长
- 趙在允 饰演 安警官
- 成赫 饰演 大使馆职员
- 李凤辇 饰演 银行女职员

## 外部連結
- NAVER上《黄金之旅》的資料
- Daum上《黄金之旅》的資料

- 韩国电影数据库（KMDb）上《黄金之旅》的資料
- 互联网电影数据库（IMDb）上《黄金之旅》的资料（英文）
- Box Office Mojo上《黄金之旅》的资料（英文）
- 互联网电影数据库（IMDb）上《黄金之旅》的资料（英文）
- 豆瓣电影上《黄金之旅》的資料 （简体中文）